# 한동진 (소설가)
한동진(1972년~)은 대한민국의 소설가이다. 2007년에 소설《운수좋은 날》로 등단했다.